# The Walkmen
The Walkmen — американская рок-группа, образованная в 2000 году бывшими участниками двух коллективов: Полом Маруном (гитара, фортепиано), Уолтером Мартином (орган, бас-гитара) и Мэттом Барриком (ударные) из Jonathan Fire*Eater, а также Питером Бауэром (орган, бас-гитара) и Хэмилтоном Литаузером (вокал, гитара) из The Recoys.

## История

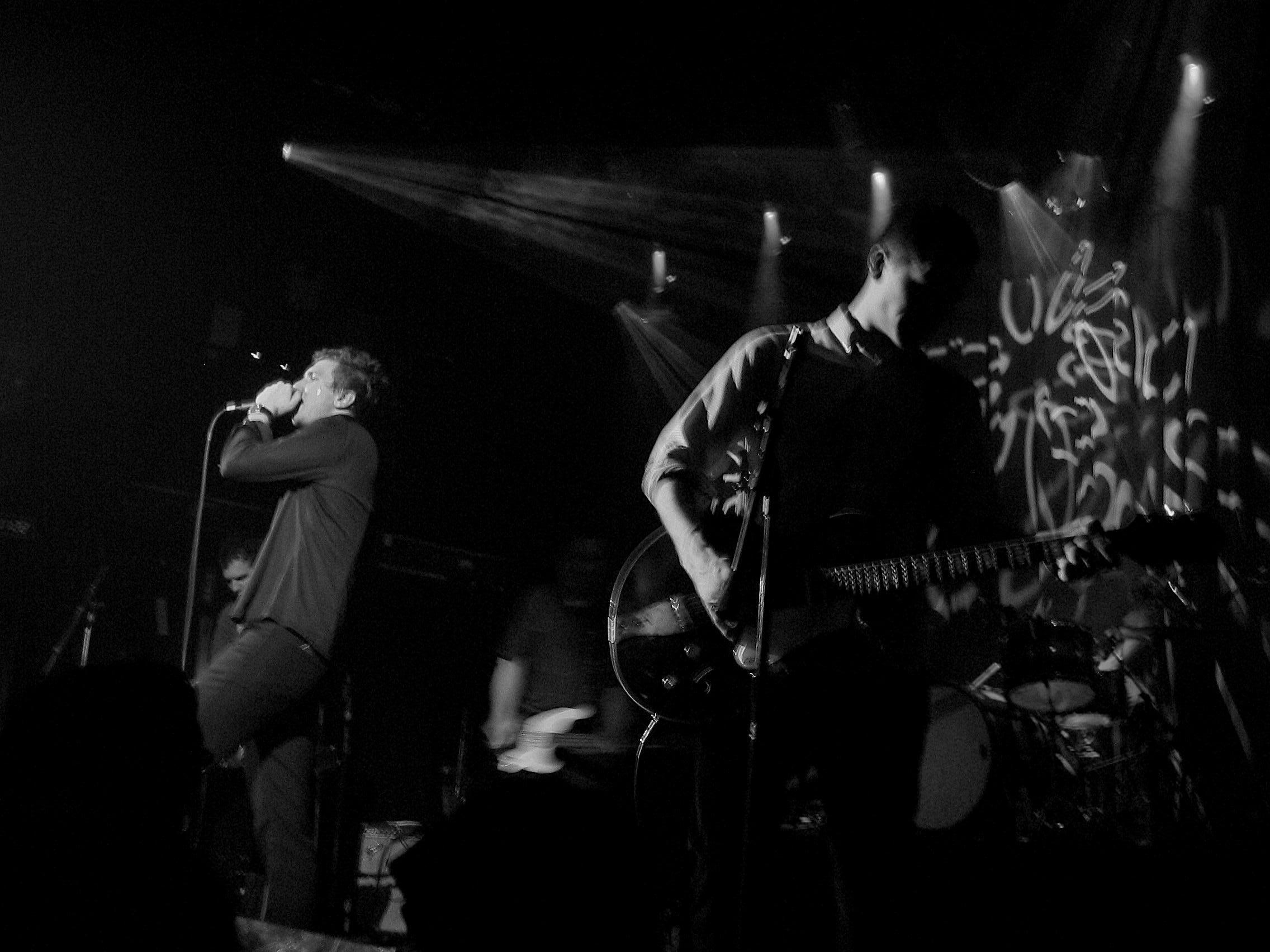
The Walkmen на концерте в Нью-Йорке (2004)

Все участники The Walkmen выросли в Вашингтонском столичном регионе, учились в одной школе и на раннем этапе карьеры входили в состав одних и тех же групп. Со временем они перебрались в Гарлем и стали частью нью-йоркской сцены. Коллектив образовался в 2000 году после распада двух других групп: Jonathan Fire*Eater, в которую входили Мартин, Марун и Баррик, и The Recoys, чей состав включал Литаузера и Бауэра. У музыкантов группы Jonathan Fire*Eater оставались деньги от их прошлого контракта с DreamWorks Records, и эти средства были потрачены на организацию репетиционной базы на окраине Нью-Йорка. Новоиспечённая команда хотела отмежеваться от гаражного звучания предыдущих групп и записала мини-альбом The Walkmen, используя фортепиано и другие классические инструменты. Он был выпущен в 2001 году на небольшом бруклинском лейбле Startime International, и вскоре коллектив отыграл первый концерт в баре Joe’s Pub в Ист-Виллидж. В следующем году вышла в свет их дебютная студийная работа Everyone Who Pretended to Like Me Is Gone, высоко оценённая музыкальными критиками, которые отметили новаторский подход к созданию атмосферы и инструментовке, а также уникальный вокальный стиль Литаузера. Пластинку сравнивали с прошлыми работами U2, The Cure и современных групп из Нью-Йорка, таких как The Strokes.
Следующие альбомы The Walkmen выходили с двухлетними перерывами. Для второго диска Bows + Arrows (2004) в отличие от предшественника характерно более непосредственное и сфокусированное звучание. Во время записи A Hundred Miles Off Питер Бауэр и Уолтер Мартин обменялись музыкальными инструментами: первый играл на органе, а второй исполнял обязанности бас-гитариста. Общее звучание пластинки тяготело к фолковому, что было нетипично для предыдущих работ. Она была выпущена в 2006 году, и в том же году свет увидел ещё один релиз группы — “Pussy Cats” Starring the Walkmen, представляющий собой целиком перепетый альбом Гарри Нилсона Pussy Cats, который в своё время был спродюсирован Джоном Ленноном.
Следующий альбом группы, You & Me был представлен 29 июля 2008 года на сайте Amie Street в качестве эксклюзивного пре-релиза, деньги от продажи которого шли на благотворительность. Сами же диски стали доступны для приобретения 19 августа. Альбом был записан в Gigantic Studios.
В августе 2009 года, спустя год после выхода предыдущего альбома, группа за 5 дней записала 13 песен для своего нового альбома Lisbon. Участники утверждали, что записали "около 28 песен", но в сам альбом вошло лишь 11 из них. Lisbon был выпущен в августе 2010 года, после чего группа отправилась в осенний тур по Северной Америке и Европе. Новый альбом был положительно встречен критиками: Pitchfork Media наградили его 8.6 баллами из 10, а PopMatters оценили его в 7/10.
Pitchfork сообщили, что новый альбом Heaven будет выпущен 4 июля 2012 года в Европе и 5 июля в США. 7 марта The Walkmen на своем официальном сайте выложили запись: "Привет всем. Наш альбом наконец закончен и поэтому мы немного взволнованы. Не можем дождаться его выхода.". 16 апреля на сайте Pitchfork Media появился сингл Heaven. Помимо этого в начале 2012 года группа ездила в турне, посвященное десятилетию их дебютного студийного альбома Everyone Who Pretended to Like Me Is Gone, в ходе которого её участники исполнили несколько новых песен. Pitchfork оценили новый альбом в 8.1/10 баллов, а журнал American Songwriter назвал Heaven "возможно, самым лучшим, и, безусловно, самым совершенным альбомом группы".
29 ноября 2013 The Walkmen заявили, что берут перерыв в работе на неопределенный срок, добавив: "Это, конечно, здорово, что мы до сих пор хорошие друзья и все такое. Но мы вместе уже почти 14 лет. Не кажется ли вам, что этого достаточно?".
Воспользовавшись перерывом в совместной творческой работе, вокалист группы, Хэмилтон Литаузер, начал сольную карьеру. Его дебютный сольный альбом Black Hours, оцененный Pitchfork Media в 7.4 балла из 10, вышел в свет 3 июня 2014 года.
Осенью 2022 года участники группы анонсировали скорое воссоединение The Walkmen в рамках большого тура The Revenge Tour, который стартовал в апреле 2023-го. С тех пор группа успела отыграть несколько десятков концертов в Северной Америке и Европе.

## Дискография
| - Everyone Who Pretended to Like Me Is Gone (2002) - Bows + Arrows (2004) - A Hundred Miles Off (2006) - “Pussy Cats” Starring The Walkmen (2006) - You & Me (2008) - Lisbon (2010) - Heaven (2012) - The Walkmen (2001) - Untitled (чёрная обложка) (2002) - Untitled (белая обложка) (2002) - Split (совместно с Calla) (2002) - Christmas Party (2004) - Daytrotter Session, март 2008 (кавер-версии песен Леонарда Коэна) - Daytrotter Session, август 2008 (кавер-версии песен Нила Хагерти) - Live Session (iTunes Exclusive) (2009) | - «Let’s Live Together» (2002) - «The Rat» (2004) - «Little House of Savages» (2004) - «Louisiana» (2006) - «The Blue Route»/«Canadian Girl» (2008) - «In the New Year» (2009) - «Weight on My Shoulders» / «Good Days Carry On» (2010) - «Stranded» (2010) - «Angela Surf City» (2010) - «Heaven» (2012) |